# 杉村春三
杉村 春三（すぎむら しゅんぞう、1910年3月11日 - 1994年2月8日）は日本の社会福祉家。在学時代からハンセン病のフィールドワークを始め、九州大学で学び、国立療養所星塚敬愛園、満州国立らい療養所同康院、リデル・ライト記念養老院などで働き、『らいと社会福祉』の研究をまた、老人の福祉についても研究した。

## 生涯
- 1910年：北海道函館で生まれる。函館中学、東北学院英文科卒。
- 1932年：九州帝国大学文学部3年次修了（結核発病により)。
- 1940年：国立療養所星塚敬愛園医務課嘱託。
- 1942年：海軍省徴用。
- 1944年：満州国立らい療養所同康院赴任。同地で終戦を迎える。
- 1947年：財団法人らい予防協会嘱託。
- 1951年-1959年：リデルライト記念養老院院長。
- 1959年-1980年：慈愛園老人ホーム園長。
- 1964年：特別養護老人ホームパウラスホーム園長兼任。
- 1980年：同退職。
- 1994年：没。

## 著書
- 主著：『らいと社会福祉』1951年10月から、1958年6月にかけて菊池恵楓園の『恵楓』という雑誌に連載された。雑誌の中断で、未完のままである。宮崎松記が菊池恵楓園を退職した理由とも関係あるような記載もある。 コロニー問題批判で、「らい院からは一笑された」、よく理解されたのは専門的研究者たちであった、と述べている。1986年に復刻版、2007年に新版が出版された。後者でも580ページを超す大著である。完成させたいとの思いはあったようであるが、以前のままである。
  - 要約

「日本のらい事業の特徴と欠陥」　この中で杉村はレプロサアリズムという言葉を使っている。日本語は療養所中心主義である。「早期隔離主義の意義とは」　これは無らい県運動につながろう。章の名前のみを記す。「家庭崩壊と母子援護問題」、「在宅患者と家庭の援護はどうあるべきか」、「社会から孤立したらい事業」、「患者家族の分析」、「罹患家族の支援と生活保護」、「罹患世帯の児童福祉（1,2,3）」、「罹患世帯の健康子女問題」、「父性欠如の児童への影響、」、「らいの疾病観の形成」、「らい事業の患者観」、「疾病の階級性」、「隔離効果と医療効率」「社会復帰をめぐる諸問題」、「社会復帰と罹病否認」、「社会復帰と農山村地区調査」、「らいに対する偏見圧迫について」「、らいと農山村社会構造」、「回復者の持つ社会復帰障害因子の分析」、「人間復活でなく労働者意識再獲得」、「K村フィールドワーク（7編）」、「離村現象に関した諸因子について」「福祉効率のスケーリングと地域社会関心（コミュニティコンサーン）。
  - 上記のK村とは、終戦から4年間、研究した場所である。遍路巡礼があり、移民が多い県である。所謂御札所があり、病者巡礼の村内通過止宿が多く、それは種々の資料を総合すると、明治30年頃から、大正10年頃が最盛期である。また、そこからの療養所への入院は、公立療養所（明示なし）は大正2年2月であり案外遅く、富裕層からは、回春病院その他に入院している。社会科学的には、入院との関係あるものとして、村落組織の変遷とか家族制度とか、徴兵検査とか、離村とか、農家であったものが商業に進出するとか、選挙権の拡大とか、色々検討されている。

- 『美しい老年期』（1969年、婦人之友社）

## 同康院事務官として
- 当時のことの記録は少ない。『終戦哀歌』（私費出版）を書いた。妻によると、終戦まじかの1945年8月13日政府命令により患者を残して官舎から40日の長男を抱いて引揚げ終戦を迎えた。今も残してきた患者を思い、心の傷は癒えないと述べている。また同康院の終焉については、藤野の記載がある。[1]

## 関係公職
- 1952年。全国社会福祉協議会老人福祉部常任委員。
- 1961年。日本老人学会および日本老年社会科学会理事。全国社会福祉協議会老人福祉委員会委員。
- 1965-1967年。厚生省中央社会福祉審議会委員。
- 1967年。全国社会福祉協議会老人福祉部副会長。その他、日本老人学会理事。日本老年社会科学会理事歴任。日本老年社会科学会名誉会員。全国社会福祉協議会老人施設部会名誉顧問。

## 表彰
- 1957年。全国社会福祉協議会会長表彰。同年。熊本県知事表彰。
- 1960年。全国養老事業協会会長表彰。
- 1960年。熊本日日新聞社社会賞。
- 1968年。厚生統計協会会長表彰。
- 1982年。全国社会福祉協議会、老人施設協議会会長表彰。
- 1987年。熊本県近代文化功労賞。

## 文献
- 杉村春三『新版 らいと社会福祉』（2007年）
- 藤野豊『戦争とハンセン病』（2010年、吉川弘文館）